# 大阪市立平野西小学校
大阪市立平野西小学校（おおさかしりつ ひらのにししょうがっこう）は、大阪府大阪市平野区にある公立小学校。

## 沿革
大阪市平野尋常小学校（現在の大阪市立平野小学校）の過大規模解消のため、平野地域で2番目の小学校・大阪市平野第二尋常小学校として、1938年に大阪市平野尋常小学校の校区を分割する形で開校した。
学校敷地は大阪市平野高等小学校のものを転用している。なお平野第二尋常小学校の開校に伴い、平野高等小学校は別の場所（現在の大阪市立摂陽中学校敷地）へ移転している。
1944年には南河内郡道明寺村（現在の藤井寺市）・国分町（現在の柏原市）に学童集団疎開を実施している。
1950年代以降、周辺校の開校などに伴い数度にわたって校区変更を実施している。1952年には大阪市立今川小学校開校に伴い、従来の校区の一部を今川小学校校区へ編入した。また1962年・1971年の2度にわたって、従来の校区の一部を大阪市立育和小学校校区に編入している。
1974年7月22日には当時の東住吉区東部を分離して平野区が発足することになった。これに伴い、校区も新行政区の境界にあわせることになった。従来の校区の中を行政区の境界線が通ることになったため、従来の校区のうち新・東住吉区となる地域を育和小学校校区・今川小学校校区へ変更し、また従来の大阪市立南百済小学校校区のうち平野区となる地域を平野西小学校校区へ編入した。
児童数の増加により1984年に分校を設置した。分校は1988年、大阪市立新平野西小学校として独立開校している。

### 年表
- 1938年4月1日 - 大阪市平野第二尋常小学校として開校。
- 1941年4月1日 - 国民学校令により、大阪市平野西国民学校に改称。
- 1944年9月18日 - 学童疎開を実施。
- 1947年4月1日 - 学制改革により、大阪市立平野西小学校に改称。
- 1952年4月1日 - 大阪市立今川小学校開校に伴い、従来の校区の一部を今川小学校校区へ編入。
- 1960年6月13日 - 大阪市立平野南小学校を分離。
- 1962年10月1日 - 校区変更。従来の校区の一部を大阪市立育和小学校校区に編入。
- 1971年3月22日 - 校区変更。従来の校区の一部を育和小学校校区に編入。
- 1974年7月22日 - 東住吉区・平野区の分区に伴い校区変更。
- 1984年 - 分校を設置。
- 1988年4月1日 - 分校が大阪市立新平野西小学校として独立開校。

## 通学区域
- 大阪市平野区 背戸口4丁目・5丁目、流町1丁目の一部・流町2丁目の一部、西脇1丁目・2丁目・4丁目、西脇3丁目の一部、平野上町1丁目の一部、平野馬場2丁目の一部、平野本町1丁目・2丁目、平野本町4丁目の一部。

卒業生は大阪市立平野中学校に進学する。

## 交通
- Osaka Metro谷町線 平野駅 北へ約500m。
- 関西本線（大和路線） 平野駅 南西へ約1.1km。
- 大阪シティバス 背戸口4丁目バス停。